# Tamara Pangelovová
Tamara Pangelovová (* 22. srpna 1943) je bývalá sovětská atletka, běžkyně, původem z Ukrajiny, která se věnovala středním tratím.

## Sportovní kariéra
Na evropském halovém šampionátu v roce 1971 vybojovala bronzovou medaili v běhu na 1500 metrů. O rok později se stala v této disciplíně halovou mistryní Evropy.